# Alena Šafářová
Alena Šafářová, verheiratete Suchánková, (* 17. April 1968 in Žďár nad Sázavou) ist eine tschechische Tischtennisspielerin, die in den 1980er und 1990er Jahren international aktiv war. Sie nahm an drei Weltmeisterschaften, vier Europameisterschaften und 1988 an den Olympischen Spielen teil und holte dabei in den Mannschaftswettbewerben zwei Silbermedaillen.

## Werdegang
Šafářová spielte seit der Jugend beim Prager Sportklub DSO Slovan Orbis. Die aus Zuzana Valentová, Alena und Barbora Šafářová bestehende Schülerinnenmannschaft des Prager Ortsteils Nusle setzte sich in den Spielzeiten 1979/80 und 1980/81 souverän bei den nationalen Meisterschaften der Schülerinnen auch gegen ältere Mannschaften durch. 1981/82 trat die Nusler Damenmannschaft, bestehend aus den Schülerinnen bzw. Nachwuchsspielerinnen Valentová, Alena und Barbora Šafářová, bei den Landesmeisterschaften in der 1. Liga an und kam auf den 2. Platz. 1987/88 erreichten die Damen des DSO Slovan Orbis in der Aufstellung Alena Šafářová, Zuzana Valentová, Dana Kressová und Pavla Rampová in der 1. Liga den 3. Platz. Nach dem Beitritt des Sportvereins Slovan Orbis Prag in den Sokol ging aus dessen Tischtennisabteilung der TJ Sokol Nusle hervor. 1990/91 kam die A-Mannschaft der Damen des TJ Sokol Nusle (Šafářová, Kressová, Daniela Davídková und Petra Hošková) auf den zweiten Platz in der nationalen 1. Liga. Im ETTU-Pokal kam das Team Šafářová, Kressová und Davídková auf den dritten Platz.
Ihren ersten internationalen Erfolg erzielte Alena Šafářová 1985 bei den Jugend-Europameisterschaften in Den Haag. Hier wurde sie mit der Mannschaft Europameister. 1987, 1989 und 1991 nahm sie an den Weltmeisterschaften teil, wo im Mannschaftswettbewerb zwei siebte und ein neunter Platz heraus sprangen. Erfolgreicher war sie bei Europameisterschaften. 1986 erreichte sie mit der Mannschaft sowie im Mixed mit Milan Orlowski jeweils das Halbfinale, 1988 und 1990 wurde sie mit dem Team Zweiter, 1994 kam sie im Doppel mit Alena Vachovcová bis ins Viertelfinale. Dass Alena Šafářová zur europäischen Spitze gehört zeigte sie bei Europäischen Ranglistenturnieren EURO-TOP12. Hier belegte sie 1988 Platz acht, 1989 Platz vier sowie 1990 und 1991 Platz fünf.
1988 qualifizierte sie sich für die Teilnahme am Einzelwettbewerb der Olympischen Spiele. Hier scheiterte sie bereits in den Gruppenspielen, den drei Siegen über Gordana Perkučin (Jugoslawien), Hae-Ja Kim de Rimasa (Argentinien) und Nihal Meshref (Ägypten) standen zwei Niederlagen gegen Bettine Vriesekoop (Niederlande) und Daniela Gergeltschewa (Bulgarien) gegenüber.
In der ITTF-Weltrangliste wurde sie 1989 auf Platz 22 geführt.
1991 wechselte Alena Šafářová nach 13 Jahren beim tschechischen Verein Sokol Nusle Prag zum TuS Glane in die deutsche Bundesliga. Weitere Stationen in Deutschland waren die Vereine TSV Röthenbach (1992/93), SV Casino Kleinwalsertal (1993/94), VfB Lübeck (1994–1997) und Rot-Weiß Klettham-Erding (1997/98). Mit Lübeck wurde sie 1997 Deutscher Meister. 1998 schloss sie sich dem österreichischen Verein SV Oberndorf an.

## Privat
Anfang 1990 heiratete Alena Šafářová den Tischtennismanager Daniel Suchanek. Um 2005 arbeitete sie in einer Tischtennisschule auf Sylt.